# Isola di Protection
L'Isola di Protection (Protection Island) è una piccola isola situata a 1,5 km a nord-est del centro di Nanaimo, nella Columbia Britannica, Canada. Sulla piccola isola non ci sono strade asfaltate. Alcuni residenti si spostano sull'isola in golf cart, altri con l'auto. L'accesso all'isola può avvenire tramite nave privata o un piccolo traghetto gestito privatamente. Alcuni residenti viaggiano anche in kayak o in barca a remi.

## Geografia

### Clima
Il clima è mite. La temperatura media è di 8 °C. Il mese più caldo è luglio in cui vengono raggiunti i 18 °C e dicembre il più freddo, -1 °C.